# NGC 6510
NGC 6510 (другие обозначения — NGC 6511, ZWG 300.92, UGC 11051, IRAS17540+6049, MCG 10-25-114, KAZ 172, KUG 1754+608, PGC 61086) — спиральная галактика с перемычкой (SBc) в созвездии Дракон.
Этот объект занесён в новый общий каталог несколько раз, с обозначениями NGC 6510, NGC 6511.
Этот объект входит в число перечисленных в оригинальной редакции «Нового общего каталога».